# Paragonimus
Paragonimus ist eine Gattung der Saugwürmer, die auch als „Lungenegel“ bezeichnet werden. Sie ist die einzige Gattung innerhalb der Familie Paragonimidae und enthält über 30 Arten. Zehn davon können auch den Menschen befallen, wobei der in Südostasien beheimatete Paragonimus westermani am häufigsten vorkommt. Weitere humanpathogen bedeutsame Arten sind in Afrika Paragonimus africanus und Paragonimus utero-bilateralis und in Amerika Paragonimus kellicotti. Auch andere krebstierfressende Säugetiere werden befallen. Die Erkrankung wird als Paragonimiasis bezeichnet. Die Adulten treten in Zysten in der Lunge des Wirts auf. Infektionen können ohne Symptome verlaufen, aber auch tuberkuloseähnliche Krankheitsverläufe mit Bluthusten, Brustschmerz und Fieber sind möglich. Metazerkarien können auch in anderen Organen auftreten und dort Schäden verursachen.

## Merkmale
Die Vertreter der Familie sind bohnenförmige Plattwürmer mit einer Größe von 7–12 × 4–7 × 3–5 mm. Namensgebendes Merkmal ist die links der Mitte liegende Genitalöffnung (altgriechisch para ‚neben‘ und gonimus ‚erzeugend‘, vgl. Gonade).
Die Außenhülle ist mit Stacheln besetzt, der Mundsaugnapf hat etwa die gleiche Größe wie der Bauchsaugnapf. Letzterer liegt vor dem Äquator. Der Ösophagus ist kurz, die Darmgabel liegt im Vorderkörper. Die beiden Bliddärme verlaufen wellenförmig und enden blind nahe dem Körperende. Die beiden großen Hoden sind gelappt und liegen etwa nebeneinander in der hinteren Körperhälfte. Cirrus und Cirrussack fehlen. Der Samenleiter erweitert sich zu einem geraden oder gebogenen Samenbläschen. Der Ductus ejaculatorius mündet auf der gemeinsamen Geschlechtsöffnung nahe des Hinterrands des Bauchsaugnapfs. Die Ovarien sind gegliedert und liegen beidseits nahe des Bauchsaugnapfs. Ein Laurer-Kanal ist vorhanden. Das Receptaculum seminis hat die Form einer sackartigen Bucht nahe der Basis des Laurer-Kanals. Der Uterus liegt im mittleren Körperdrittel seitlich der Ovarien und endet in einem kurzen Metraterm. Die Eier sind groß, die Dotterfollikel baumartig, umgeben die Blinddärme und erstrecken sich über nahezu den gesamten Körper fast bis zur Mittellinie. Das Ausscheidungsbläschen ist lang und röhrenförmig und erreicht fast die Darmgabel.

## Lebenszyklus
Der Lebenszyklus läuft über zwei Zwischenwirte. Erster Zwischenwirt sind Wasserschnecken, in welche die Mirazidien eindringen. Hier entwickeln sich Sporozyste, Redien und Zerkarien. Letztere verlassen die Schnecke und suchen sich freischwimmend den zweiten Zwischenwirt, Krebstiere. Diese können sich auch durch Fressen von Schnecken anstecken. Im Krebstier entwickeln sich die Metazerkarien. Die Endwirte infizieren sich durch Aufnahme der Krebstiere, eventuell auch indirekt über krebstierfressende Stapelwirte. Im Endwirt wandern die jungen Egel in die Lunge und lagern sich in bindegewebigen Zysten ab. Die Zysten weisen Verbindungen zu den Bronchiolen auf, über welche die Eier abgegeben werden. Die Eier gelangen mit dem Sputum in die Mundhöhle, werden abgeschluckt und gelangen über den Kot in die Außenwelt. Die Präpatenz beträgt fünf bis sechs Wochen.

## Arten
Zur Gattung gehören unter anderem:
- Paragonimus africanus
- Paragonimus caliensis
- Paragonimus compactus
- Paragonimus ecuadoriensis
- Paragonimus heterotremus
- Paragonimus hueitugensis
- Paragonimus ichunensis
- Paragonimus iloktsuenensis
- Paragonimus kellicotti
- Paragonimus mexicanus
- Paragonimus miyazakii
- Paragonimus ohirai
- Paragonimus pulmonalis
- Paragonimus peruvianus
- Paragonimus sadoensis
- Paragonimus skrjabini
- Paragonimus utero-bilateralis
- Paragonimus westermani